# Baixio
Baixio este un oraș în statul Ceará (CE) din Brazilia.